# Oropyrodes maculicollis
Oropyrodes maculicollis är en skalbaggsart som först beskrevs av Bates 1891.  Oropyrodes maculicollis ingår i släktet Oropyrodes och familjen långhorningar. Inga underarter finns listade i Catalogue of Life.